# Ćajtra
Ćajtra (dewanagari: चैत्र, hindi: चैत, trl. ćajt, tamil: சித்திரை ćithirai) – pierwszy miesiąc roku w indyjskim kalendarzu narodowym. W kalendarzu nepalskim (Bikram Sambat) oraz bengalskim (Bongabdo) ćajtra jest ostatnim miesiącem w roku. W kalendarzach księżycowych ćajtra rozpoczyna się podczas nowiu lub pełni księżyca przypadającej na ten okres i jest zazwyczaj pierwszym miesiącem w roku. W kalendarzach solarnych miesiąc ćajtra rozpoczyna się wraz z wejściem Słońca w znak Ryb.

## Tradycja hinduistyczna
Mitologia indyjska podaje dla każdego miesiąca bóstwa hinduistyczne patronujące danej części roku. Bóstwami tego typu są bóstwa solarne (jeden z dwunastu aditjów), wieszczowie (ryszi) oraz istoty towarzyszące rydwanowi boga Surii w konkretnym miesiącu.
Temu miesiącowi przypisani zostali:
1. aditja: Dhata
2. ryszi: Pulastja[1].

## Narodowy kalendarz indyjski
W narodowym kalendarzu indyjskim miesiąc ćajtra zaczyna się na przełomie marca i kwietnia. W pierwszy dzień ćajtry przypada hinduski Nowy Rok (święto wiosny), zwany Ćajtra nawaratri.

## Święta i festiwale
- Gangaur